# Очеретувата
Очеретувата, Очеретовата — річка в Україні, ліва притока Кільчені у Самарівському районі Дніпропетровської області. Сточище Дніпра. 
Довжина 20 км. Площа водозбірного басейну 102 км². Похил річки 1,9 м/км.
Відстань від гирла Кільчені до гирла Очеретуватої — 44 км за течією. Впадає до Кільчені в селі Очеретувате.